# Dianthus vulturius
Dianthus vulturius är en nejlikväxtart. Dianthus vulturius ingår i släktet nejlikor, och familjen nejlikväxter.

## Underarter
Arten delas in i följande underarter:
- D. v. aspromontanus
- D. v. vulturius